# Wrington
Wrington – wieś w Anglii, w hrabstwie ceremonialnym Somerset, w dystrykcie (unitary authority) North Somerset. Leży 16 km na południowy zachód od miasta Bristol i 184 km na zachód od Londynu. W 2001 miejscowość liczyła 2896 mieszkańców.